# ナラカミーチェ
ナラカミーチェ（伊: NARA CAMICIE）は、イタリアの高級ファッションブランドである。シャツやブラウスを中心とした衣服の他、バッグ・財布・靴など幅広く展開している。フリルの付いたドレスシャツが代表的な商品。2008年よりローザ バイ ナラカミーチェ (Rosa by NARA CAMICIE) というカジュアルラインも開始している。

## 概要
1984年、イタリア ミラノで創業した。創業者のモンテナポ社社長ワルテル・アナラトーレ (Walter Annaratone) は、興隆期のベネトン社グループで10年ほど働いていた。
全世界数十カ国に365店舗を有しており、日本では1989年に一号店がオープンした。
"カミーチェ"とはイタリア語で、シャツ・ブラウスを意味する言葉である。

### 日本法人の概要
1977年に設立され、1988年にイタリアモンテナポ社との代理店契約によりナラカミーチェ日本法人が誕生した。2007年、住友商事傘下となり、2012年、ドイツブランドフェイラー (Feiler) の代理店モンリーブと合併し、住商ブランドマネジメント株式会社に商号変更した。2018年、ライザップ傘下の夢展望が住商ブランドマネジメントを子会社化した。

現在の会社概要は以下の通り。
- 商号 ナラカミーチェジャパン株式会社
- 本社所在地 東京都渋谷区神宮前5丁目42番13号
- 設立 1977年（昭和52年）1月13日

## 主なブランド名
- NARACAMICIE（レディース）
- Rosa by NARACAMICIE（レディース）
- NARACAMICIE UOMO（メンズ）

## 公式サイト
- ナラカミーチェウェブストア
- ナラカミーチェブランドサイト